# Nancy Wake
Nancy Grace Augusta Wake (Wellington, 30 agosto 1912 – Londra, 7 agosto 2011) è stata un'agente segreto neozelandese con cittadinanza australiana.
Durante la seconda guerra mondiale Nancy Wake è stata coinvolta negli sforzi francesi contro i tedeschi, s'impegnò per far uscire persone dalla Francia e divenne una figura di spicco nei gruppi maquis della resistenza francese, diventando una delle militari più decorate degli Alleati.
Dopo aver raggiunto la Gran Bretagna Wake si è unita alla Special Operations Executive. Il 1º marzo 1944 si paracadutò nella Francia occupata vicino ad Alvernia diventando un collegamento tra Londra e il gruppo dei maquisard guidato dal capitano Henri Tardivat nella foresta di Tronçais. Dall'aprile 1944 fino alla liberazione della Francia, i suoi 7.000 maquisard combatterono i tedeschi in diversi modi. A un certo punto, essendo a conoscenza di questo grande gruppo di maquisard, i tedeschi inviarono 22.000 soldati per eliminarli. Tuttavia, grazie alle straordinarie capacità organizzative di Wake, i suoi maquisard riuscirono a sconfiggerli uccidendo 1.400 tedeschi e subendo solo 100 perdite. I maquisard di Wake rappresentavano circa il 70% dei circa 2.000 tedeschi uccisi dalla resistenza francese durante la liberazione della Francia mentre le loro perdite rappresentavano solo l'1% dei circa 8.000 combattenti della resistenza francese uccisi in azione. Un confronto con altri scontri contemporanei rende il risultato di Wake ancora più eccezionale. Tuttavia, ci sono diverse fonti su Nancy Wake in cui questo successo non viene menzionato.

## Biografia

### Giovinezza
Nata a Roseneath, Wellington, Nuova Zelanda, Wake era la più giovane di sei figli. Aveva antenati Maori attraverso la sua bisnonna Pourewa, ritenuta una delle prime donne Māori a sposare un europeo. Nel 1914, quand'aveva due anni, la sua famiglia si spostò a Sydney in Australia. Più tardi suo padre Charles tornò in Nuova Zelanda e non ritorno più, lasciando a sua moglie, Ella Rosieur Wake (1874-1968) il compito di crescere i figli.
A Sydney frequentò la North Sydney Girls High School. A 16 anni andò via di casa a lavorare come infermiera. Con le 200£ che ricevette dal testamento di una zia viaggiò a New York dove si formò come giornalista.
Negli anni '30 lavorò a Parigi per i giornali Hearst come corrispondente europeo. Assistette all'ascesa del nazismo e alle violenze contro ebrei, rom, persone di colore e manifestanti nelle strade di Parigi e Vienna.

### Durante la guerra e Special Operations Executive
Nel 1937 Wake incontrò il ricco industriale francese Henri Edmond Fiocca (1898-1943) che sposò il 30 novembre 1939. Viveva a Marsiglia quando la Germania invase la Francia. Durante la guerra Wake lavorò come autista di ambulanza. Dopo la caduta della Francia nel 1940 diventò corriere per la Resistenza francese e successivamente si unì alla rete di fuga del capitano Ian Garrow. In riferimento alla capacità di Wake di sfuggire alla cattura, la Gestapo la chiamò "Topo Bianco". La Resistenza usava cautela nelle sue missioni; la sua vita era in costante pericolo poiché la Gestapo le intercettava il telefono e la posta.
Nel novembre 1942 la Wehrmacht occupò la parte meridionale della Francia dopo l'inizio dell'operazione Torch. Questo diede alla Gestapo libero accesso a tutti i documenti del governo di Vichy e rese la vita più pericolosa per Wake. A questo punto era la persona più ricercata della Gestapo nella zona di Marsiglia con una taglia di 5 milioni di franchi. Quando la rete fu tradita, lo stesso anno, decise di fuggire dalla Francia. Suo marito rimase indietro. Più tardi venne catturato, torturato e giustiziato dalla Gestapo perché non voleva tradirla.
Mentre scappava dalla Francia Wake venne arrestata a Tolosa ma fu rilasciata quattro giorni dopo. Un collaboratore della resistenza, Albert Guérisse, riuscì a farla rilasciare sostenendo che era la sua amante e che stava cercando di nascondere la sua infedeltà al marito. Infine riuscì ad attraversare i Pirenei fino alla Spagna. Fino alla fine della guerra non ha saputo della morte del marito e successivamente se ne è incolpata.
Dopo aver raggiunto la Gran Bretagna, Wake si unì alla Special Operations Executive e venne addestrata in vari programmi di formazione. Vera Atkins, che era la donna del SOE che supervisionava gli agenti in Francia, la ricorda come "una vera bomba australiana. Vitalità prorompente, sguardo intenso. Tutto quello che ha fatto, lo ha fatto bene". È stata notata per "mettere soggezione ai colleghi uomini con il suo carattere esuberante e con la sua forte personalità".
Il 1 marzo 1944 Wake venne paracadutata in Alvernia diventando un collegamento tra Londra e il gruppo locale maquis, guidato dal capitano Henri Tardivat nella foresta di Tronçais. Dopo averla scoperta incastrata fra i rami di in un albero, il capitano Tardivat l'ha accolta commentando: "Spero che tutti gli alberi in Francia portino frutti così belli quest'anno", al che lei rispose: "Finiscila con queste francesate di merda". Tra i suoi incarichi figuravano la distribuzione di armi e attrezzature paracadutate e la cura delle finanze del gruppo. Wake divenne fondamentale per reclutare più membri e rendere i gruppi maquis una forza formidabile, costituita da circa 7.500 persone. Era anche coinvolta in attacchi a ponti, linee ferroviarie e convogli tedeschi. Partecipò a un'incursione che distrusse il quartier generale della Gestapo a Montluçon, durante la quale furono uccisi 38 tedeschi. Ad un certo punto Wake scoprì che i suoi uomini proteggevano una ragazza che era una spia tedesca, non avendo l'intenzione di ucciderla a sangue freddo. Quando Wake insistette che avrebbe provveduto lei all'esecuzione, si arresero.
Dal marzo 1944 fino alla liberazione della Francia, i 7.000 maquisard combatterono i tedeschi con tutti i mezzi a loro disposizione. I suoi compagni francesi, in particolare Henri Tardivat, lodarono il suo spirito combattivo, ampiamente dimostrato quando uccise a mani nude una sentinella delle SS per impedirgli di dare l'allarme durante un'incursione. Nel corso di un'intervista televisiva degli anni '90, alla domanda su che cosa fosse successo alla sentinella che l'aveva vista, Wake ha semplicemente mosso la mano di traverso alla gola. "Avevano insegnato questa specie di mossa di judo con il piatto della mano al SOE, e l'ho messa in pratica. Ma questa è stata l'unica volta che l'ho usata, un colpo, e l'ho ucciso. Sono rimasta davvero sorpresa".
In un'altra occasione, per sostituire i codici che il suo operatore radio era stato costretto a distruggere in un'incursione tedesca, Wake percorse più di 300 km in bicicletta attraverso diversi checkpoint tedeschi per raggiungere l'operatore radio di un altro gruppo e inviare un messaggio a Londra informandoli della situazione. Non riuscì a convincere l'operatore che lavorava con il SOE, così alla fine ha cercato il gruppo maquis locale che ha inviato il suo messaggio. Wake poi ha dovuto tornare al punto di partenza e ha fatto tutto questo in 72 ore. Durante un attacco tedesco contro un altro gruppo maquis Wake, insieme a due ufficiali americani, assunse il comando di una sezione il cui capo era stato ucciso. Diresse l'uso del fuoco di saturazione che facilitò il ritiro del gruppo senza ulteriori perdite.

### Dopo la guerra
Subito dopo la guerra Wake ricevette la George Medal, la Medal of Freedom, la Médaille de la Résistance e tre volte la Croix de Guerre. Seppe che la Gestapo aveva torturato a morte il marito nel 1943 per essersi rifiutato di rivelare dove si trovasse. Dopo la guerra lavorò per il dipartimento di intelligence dell'Air Ministry, presso le ambasciate di Parigi e di Praga.
Wake si presentò come candidata liberale nelle elezioni federali australiane del 1949 per il seggio della divisione di Barton a Sydney, in corsa contro Herbert Vere Evatt, allora vice primo ministro, procuratore generale e Ministro degli esteri nel governo laburista di Ben Chifley. Mentre Chifley perse la maggioranza a favore di Robert Menzies, Evatt mantenne il seggio con il 53,2% contro il 46.8%. Wake corse di nuovo contro Evatt alle elezioni federali del 1951. A quel tempo Evatt era già vice leader dell'opposizione. Nonostante ciò, l'esito fu molto vicino, con Evatt che conservò il seggio con un margine di meno di 250 voti. Evatt aumentò leggermente il suo margine alle successive elezioni prima di trasferirsi nella più sicura divisione di Hunter nel 1958.
Wake lasciò l'Australia subito dopo le elezioni del 1951 e tornò in Inghilterra. Lavorò come ufficiale dell'intelligence nel dipartimento dell'assistente capo del personale di volo all'Air Ministry a Whitehall. Si dimise nel 1957 dopo aver sposato un ufficiale della Royal Air Force, John Forward, nel dicembre dello stesso anno. All'inizio degli anni '60 si trasferirono in Australia. Mantenendo il suo interesse per la politica, Wake venne sostenuta come candidata liberale alle elezioni federali del 1966 per la sede a Sydney di Kingsford Smith. Malgrado abbia avuto un 44.5% contro il parlamentare Daniel Curtin, Wake non venne eletta. Intorno al 1985 Wake e John Forward lasciarono Sydney per ritirarsi a Port Macquarie.
Nel 1985 Wake pubblicò la sua autobiografia The White Mouse. Il libro divenne un bestseller e fu ristampato più volte. Il 19 agosto 1997, dopo 40 anni di matrimonio, suo marito John Forward morì a Port Macquarie. La coppia non aveva figli. Ha venduto le sue medaglie per finanziarsi dicendo: "Non aveva senso tenerle, probabilmente andrò all'inferno e si scioglierebbero comunque". Nel 2001 Wake ha lasciato l'Australia per l'ultima volta ed è emigrata a Londra. Si è trasferita presso lo Stafford Hotel vicino a Piccadilly, ex club delle forze britanniche e americane durante la guerra. È stata accolta in albergo, dove ha festeggiato i suoi novant'anni, per la maggior parte a spese degli albergatori. Nel 2003 Wake ha scelto di trasferirsi alla Royal Star and Garter Home for Disabled Ex-Service Men and Women a Richmond, Londra, dove è rimasta fino alla morte.
Wake è morta la domenica sera del 7 agosto 2011, a 98 anni, al Kingston Hospital dopo essere stata ricoverata con un'infezione al torace. Ha chiesto che le sue ceneri siano sparse vicino Montluçon e l'11 marzo 2013 sono state sparse vicino Verneix. Il suo necrologio è stato incluso e ha ispirato il titolo di The Socialite Who Killed A Nazi With Her Bare Hands: And 144 Other Fascinating People Who Died This Year, una raccolta di necrologi del New York Times pubblicati nel 2012.

## Biografie
Nel 1956 lo scrittore australiano Russell Braddon scrisse Nancy Wake: The Story of a Very Brave Woman.
Nancy Wake scrisse la propria biografia con il titolo originale The autobiography of the woman the Gestapo called the White Mouse, pubblicata per la prima volta nel 1985.
Nel 2001 lo scrittore australiano Peter FitzSimons ha scritto Nancy Wake, A Biography of Our Greatest War Heroine, una biografia completa ed esauriente di Wake.
Nel 2012 lo scrittore tedesco Michael Jürgs ha pubblicato Codename Hélène: Churchills Geheimagentin Nancy Wake und ihr Kampf gegen die Gestapo in Frankreich (in italiano: Nome in codice Hélène: L'agente segreto di Churchill Nancy Wake e la sua lotta contro la Gestapo in Francia).
Wake è stata anche protagonista di un articolo del 2012 su Military Officer.
Nel 2019 è stato pubblicato il libro Liberazione (Liberation), un romanzo storico basato sugli eventi del servizio di Wake, scritto da Imogen Kealey. Ne è stata annunciata una trasposizione cinematografica.
Nel marzo 2020 è stato pubblicato il libro Code Name Hélène, scritto da Ariel Lawhon. Il 27 agosto 2020 è stato annunciato che Elizabeth Debicki ne avrebbe prodotto una miniserie intitolata Code Name Hélène.

## Rappresentazione nei media
Nel 1987 è stata distribuita una mini-serie televisiva australiana intitolata Nancy Wake, basata sulla biografia di Russell Braddon del 1956. È stata distribuita come True Colors negli Stati Uniti. Wake è stata interpretata dall'attrice australiana Noni Hazlehurst e ha fatto un cameo nel ruolo di Madame Fouret. Wake è stata anche nominata consulente per il film, ma solo dopo che la sceneggiatura era stata scritta. Ha criticato la sceneggiatura dopo averla letta, e di nuovo, al lancio della mini-serie. Wake era delusa che il film fosse stato trasformato da una storia di resistenza di 8 ore a una storia d'amore di 4 ore. I produttori hanno detto che non avevano il budget per la versione più lunga e che era difficile coprire tutte le gesta di Wake in tempi ridotti. Wake ha anche criticato apertamente aspetti che lei sentiva non erano una vera e propria rappresentazione degli eventi e ha continuato per il resto della sua vita a criticare la sceneggiatura. In modo simile le stagioni 1 e 2 della serie televisiva britannica Wish Me Luck della fine degli anni '80 sono basate sulle sue imprese e gran parte dei dialoghi sono stati copiati dalla sua autobiografia. Rachael Blampied ha interpretato Nancy Wake nel docu-dramma del 2014 della Television New Zealand Nancy Wake: The White Mouse.
Nel 2002, il ritratto di Wake di Melissa Beowulf è stato finalista al Doug Moran National Portrait Prize. In seguito è stato acquisito dalla National Portrait Gallery. Beowulf ha scelto Wake come soggetto per aiutarla a ottenere un maggiore riconoscimento in Australia.
Underground di Christine Croydon, uno spettacolo teatrale che ripercorre la vita di Wake, è stato inaugurato al The Gasworks Theatre di Melbourne nel marzo 2019.

## Onorificenze
Poco dopo la guerra fu segnalata per delle decorazioni in Australia ma venne rifiutata. Decenni dopo l'Australia si offrì di assegnarle delle medaglie ma lei rifiutò. Solo a febbraio 2004 Wake è stato nominata Companion of the Order of Australia. Nell'aprile 2006 è stata insignita della più alta onorificenza della Royal New Zealand Returned and Services' Association, la medaglia d'oro della RSA. Le medaglie di Wake sono esposte nella galleria sulla seconda guerra mondiale presso l'Australian War Memorial Museum di Canberra. Il 3 giugno 2010 un "pilone dell'eredità" che rende omaggio a Wake è stato presentato alla Oriental Parade di Wellington, in Nuova Zelanda, vicino al luogo di nascita.

### Onorificenze britanniche
Lieutenant Wake took part in several engagements with the enemy, and showed the utmost bravery under fire. During a German attack due to the arrival by parachute of two American officers to help in the Maquis, she personally took command of a section of 10 men whose leader was demoralised. She led them to within point-blank range of the enemy, directed their fire, rescued the two American officers and withdrew in good order. She showed exceptional courage and coolness in the face of enemy fire. When the Maquis group with which she was working was broken up by large-scale German attacks and wireless contact was lost, Lieutenant Wake went along to find a wireless operator through whom she could contact London. She covered some 200 kilometres on foot and by remarkable steadfastness and perseverance succeeded in getting a message through to London. It was largely due to these efforts that the circuit was able to start work again. Lieutenant Wake's organising ability, endurance, courage and complete disregard for her own safety earned her the respect and admiration of all. The Maquis troops, most of them rough and difficult to handle, accepted orders from her, and treated her as one of their own male officers.»
— 17 luglio 1945
(lingua it.: Questo ufficiale fu paracadutata nella Francia il 29 novembre 1944, per fungere da assistente di un organizzatore che stava assumendo la direzione di un importante circuito nella Francia Centrale. Il giorno successivo al loro arrivo lei e il suo capo si trovarono abbandonati e senza idee sulla direzione da prendere a causa dell'arresto del loro contatto, ma alla fine riuscirono a raggiungere il punto di incontro di propria iniziativa. Lei operò per alcuni mesi aiutando ad addestrare e istruire gruppi di Maqui. Il tenente Wake prese parte a numerose scaramucce con il nemico, mostrando grande coraggio sotto il fuoco. Durante un attacco tedesco, causato dall'arrivo tramite paracadute di due ufficiali americani giunti ad aiutare i Maqui, lei personalmente prese il comando di una sezione di 10 uomini il cui capo era demoralizzato. Lei li condusse nel centro della zona occupata dal nemico, diresse il loro fuoco, salvò i due ufficiali americani e si ritirò in buon ordine. Ella mostrò eccezionale coraggio e freddezza di fronte al fuoco nemico. Quando il gruppo di Maqui con il quale stava operando fu stroncato a causa di attacchi tedeschi su ampia scala e il contatto radio si perse, il tenente Wake cercò un operatore radio tramite il quale lei potesse mettersi in contatto con Londra. Percorse circa 200 km a piedi e con notevole fermezza e perseveranza riuscì a inviare un messaggio a Londra. Fu ampiamente dovuto a questi sforzi che il circuito fu in grado di riprendere i propri compiti. L'abilità, la costanza, il coraggio e la totale noncuranza per la propria sicurezza le valsero il rispetto e l'ammirazione di tutti. Le truppe Maqui, molti di cui rozzi e difficili da gestire, accettavano gli ordini da lei e la trattavano come uno dei loro ufficiali maschi.
- 17 luglio 1945)